# Actinostrobus pyramidalis
Actinostrobus pyramidalis ist eine Pflanzenart aus der Familie der Zypressengewächse (Cupressaceae). Sie ist im südwestlichen Teil Western Australias heimisch.

## Beschreibung
Actinostrobus pyramidalis wächst als immergrüner, annähernd konisch geformter Strauch oder Baum, der Wuchshöhen von bis zu 8 Meter erreichen kann. Die dicht stehenden Äste gehen aufrecht vom Stamm ab. Die Äste verzweigen sich in lange, gerade und schmale Zweige. Die braune Borke ist glatt.
Junge Bäume haben blaugrüne Blätter, welche 7 bis 8 Millimeter lang werden. Selten findet man diese Blätter auch an älteren Bäumen. Ältere Bäume haben dunkelgrüne Schuppenblätter, welche bei einer Länge von bis zu 1,2 Zentimetern eiförmig geformt sind. Sie sind leicht gekielt und ihre Blattspitze ist spitz zulaufend. Keimlinge haben zwei blaugrüne, spitz bis abgerundet zulaufende Keimblätter (Kotyledonen), welche 9 bis 15 Millimeter lang und 1,5 bis 2 Millimeter breit werden.
Die männlichen Blütenzapfen sind bei einer Länge von 3 bis 5 Millimetern und einer Dicke von 1,5 bis 2 Millimetern zylindrisch geformt. Sie bestehen aus 16 bis 18 eiförmigen Zapfenschuppen und tragen zwei bis vier Mikrosporophylle. Die weiblichen Zapfen stehen an einen kurzen Stiel und sind bei einem Durchmesser von 1,2 bis 1,5 Zentimetern kugelig bis eiförmig geformt. Zur Reife hin sind sie graubraun gefärbt. Jeder Zapfen besteht aus sechs stumpfen oder spitz zulaufenden Zapfenschuppen, welche sich zur Reife leicht zurückbiegen und den Zapfen so öffnen, um die Samen zu entlassen. Die hellbraunen bis gelbbraunen, harzigen Samen werden 0,5 bis 0,7 Zentimetern lang und haben 1,5 bis 1,9 Millimeter große Flügel.
Die Chromosomenzahl beträgt 2n = 22.

## Verbreitung und Standort
Das natürliche Verbreitungsgebiet von Actinostrobus pyramidalis liegt in Western Australia. Es erstreckt sich dort von Watheroo im Norden bis nach Albany City im Süden.
Actinostrobus pyramidalis wächst vor allem im Buschland sowie auf sandigen Ebenen.

## Systematik
Die Erstbeschreibung als Actinostrobus pyramidalis erfolgte 1845 durch Friedrich Anton Wilhelm Miquel in  Plantae Preissianae, Band 1, Seite 644. Synonyme für Actinostrobus pyramidalis Miq. sind Callitris actinostrobus F. Muell., Callitris pyramidalis (Miq.) J.E.Piggin & J.J.Bruhl und Frenela actinostrobus (F. Muell.) F. Muell.

## Gefährdung und Schutz
Actinostrobus pyramidalis wird in der Roten Liste der IUCN als „gering gefährdet“ eingestuft. Es wird jedoch darauf hingewiesen, dass eine erneute Überprüfung der Gefährdung notwendig ist.